# The Ultimate Edition
The Ultimate Edition è un'antologia del compositore tedesco Klaus Schulze, pubblicata nel 2000.
Questo cofanetto include tutti quelli pubblicati precedentemente dal musicista (Silver Edition, Historic Edition e Jubilee Edition) più altre tracce realizzate in formato singolo e nuovi inediti registrati poco tempo prima della sua uscita.
L'uscita di The Ultimate Edition venne anticipata da quella di Trailer, antologia pubblicata nel 1999 e contenente soprattutto spezzoni di brani presenti nel box set.

## Tracce
Tutte le tracce sono state composte da Klaus Schulze.

### Box 1[2]

#### Disco 1 (Film Musik)
1. Die Lieder des Prinzen Vogelfrei – 28:26
2. Le Médaillon Magique – 15:51
3. Schwermütiger Frühling – 19:59
4. Der Optimismus – 10:39

Durata totale: 74:55

#### Disco 2 (Narren des Schicksals)
1. Satz (con moto) – 20:22
2. Satz (grave) – 22:55
3. Satz (ma con brio) – 27:37

Durata totale: 70:54

#### Disco 3 (Was War Vor der Zeit)
1. Nostalgic Echo – 34:08
2. Titanische Tage – 27:12
3. Die Lebendige Spur – 12:44

Durata totale: 74:04

#### Disco 4 (Sense of Beauty)
1. Der Schönheit Spur – 37:36
2. Ein Schönes Autodafé – 21:24
3. Return in Happy Plight – 19:08

Durata totale: 78:08

#### Disco 5 (Picasso Geht Spazieren)
1. Picasso Geht Spazieren: First Movement – 78:39

#### Disco 6 (Picasso Geht Spazieren (Continued))
1. Picasso Geht Spazieren: Second Movement – 15:33
2. Picasso Geht Spazieren: Third Movement – 60:12

Durata totale: 75:45

#### Disco 7 (The Music Box)
1. The Music Box – 73:56

#### Disco 8 (Machine de Plaisir)
1. Machine de Plaisir – 73:51

#### Disco 9 (Life in Ecstasy)
1. La Présence d'Ésprit – 17:32
2. Ein Schönes Autodafé – 56:55

Durata totale: 74:27

#### Disco 10 (Mysterious Tapes)
1. La Vie Secrète – 62:20
2. Landpartie – 10:47

Durata totale: 73:07

### Box 2[3][4]

#### Disco 11 (Zeitgeist)
1. From and To – 20:40
2. Zeit Geist – 50:29

Durata totale: 71:09

#### Disco 12 (I Sing the Body Electric)
1. Inside the Harlequin – 12:19
2. I Sing the Body Electric – 49:11
3. Das Herz von Grönland – 14:18

Durata totale: 75:48

#### Disco 13 (Alles ist Gut)
1. Alles ist Gut – 36:40
2. Well Roared, Lion! – 9:22
3. Der Blaue Glauben – 32:16

Durata totale: 78:18

#### Disco 14 (The Future)
1. Electric Love-Affair – 10:47
2. Tempus Fugit – 26:21
3. The Future – 28:18
4. Gewitter – 9:22

Durata totale: 74:48

#### Disco 15 (Leiden mit Manu)
1. And Now For Something Completely Different – 0:37
2. Leiden mit Manu – 38:28
3. Zeichen Meines Lebens – 32:08

Durata totale: 71:13

#### Disco 16 (The Andromeda Strain)
1. Andromeda Strain – 41:44
2. Make Room, Make Room – 28:55

Durata totale: 70:39

#### Disco 17 (My Virtual Principles)
1. Dynamo – 14:19
2. My Virtual Principles – 62:49

Durata totale: 77:08

#### Disco 18 (The Poet)
1. The Poet – 52:49
2. Fourneau Cosmique – 25:35

Durata totale: 78:24

#### Disco 19 (Schwanensee)
1. Schwanensee II" – 21:01
2. Havlandet – 27:22
3. Schwanensee I – 26:48

Durata totale: 75:11

#### Disco 20 (Der Lauf der Dinge)
1. Traumraum – 31:32
2. The Real McCoy – 12:50
3. Der Lauf der Dinge – 20:45
4. Memento Mori – 9:08

Durata totale: 74:15

### Box 3[5]

#### Disco 21 (Tradition & Vision)
1. Tradition and Vision – 78:45

#### Disco 22 (Avec Arthur)
1. Re: People I Know – 40:19
2. Avec Arthur – 37:29

Durata totale: 77:48

#### Disco 23 (Budapest)
1. Ludwig Revisited – 21:27
2. Peg Leg Dance – 39:18
3. Die spirituelle Kraft des Augenblicks – 15:30

Durata totale: 76:15

#### Disco 24 (Borrowed Time)
1. Borrowed Time – 77:12

#### Disco 25 (Opera Trance)
1. Opera Trance – 79:17

#### Disco 26 (Real Colours)
1. The Real Colours in the Darkness – 11:59
2. Hitchcock Suite – 40:05
3. Wann soll man springen? – 15:05

Durata totale: 67:09

#### Disco 27 (Cyborgs Faust)
1. Cyborgs Traum – 39:11
2. Ballet pour le Docteur Faustus – 38:17

Durata totale: 77:28

#### Disco 28 (Vie de Rêve)
1. Vie de rêve – 48:52
2. L'affaire Tournesol – 19:34
3. There was Greatness in the Room (Fragment) – 8:29

Durata totale: 76:55

#### Disco 29 (Der Welt Lauf)
1. Goodwill – 13:01
2. Whales – 19:49
3. Experimentelle Bagatelle – 4:06
4. Der Welt Lauf – 41:50

Durata totale: 78:46

#### Disco 30 (Die Kunst)
1. Tag des offenen Denkmals – 0:29
2. Les jockeys camouflés – 7:59
3. Die Kunst, hundert Jahre alt zu werden – 64:05
4. Interview with KS in 1982 – 6:00

Durata totale: 78:33

### Box 4[5]

#### Disco 31 (Olé!)
1. Olé! – 16:27
2. Habla Español? – 17:23
3. Gaudi Gaudi – 23:07
4. Keep Up With the Times – 16:08
5. Fear at Madame Tussaud's" – 6:19

Durata totale: 79:24

#### Disco 32 (Titanensee)
1. Titanensee – 27:05
2. Land der leeren Häuser – 11:11
3. Studies for Organ, Keyboard and Drumset – 14:47
4. North of the Yukon – 20:39
5. I Remember Rahsaan – 5:20

Durata totale: 79:02

#### Disco 33 (Angry Moog)
1. Angry Young Moog – 8:01
2. Kosmisches Gleiteisen – 3:41
3. Operatic March – 3:40
4. Kosmisches Gleiteisen, pt. 2 – 1:54
5. Angry Young Moog, pt. 2 – 13:11
6. Das große Identifikationsspiel – 41:55
7. Kurzes Stück im alten Stil – 7:00

Durata totale: 79:22

#### Disco 34 (Die Erde ist Rund)
1. The Oberhausen Tape – 22:58
2. The Other Oberhausen Tape – 22:00
3. Die Erde ist rund – 11:52
4. Shadow Piece – 13:08
5. German Interview with KS in 1984 – 7:11

Durata totale: 77:09

#### Disco 35 (Deutsch)
1. Unheilbar Deutsch – 53:49
2. Just Skins – 34:37

Durata totale: 88:26

#### Disco 36 (Unplugged)
1. Nightwind – 16:12
2. Minuet – 11:36
3. Signs of Dawn – 22:35
4. Phonetisches Plakat – 7:21
5. Study for Brian Eno – 7:17
6. Study for Philip K. Dick – 8:28
7. German Interview with KS in 1979 – 2:27

Durata totale: 75:56

#### Disco 37 (Mostly Bruxelles)
1. Dans un jardin – 39:58
2. Faster Than Lightning – 29:50
3. Study for Terry Riley – 5:07

Durata totale: 74:55

#### Disco 38 (À La Mode?)
1. Verblüffe sie! – 34:18
2. Seltsam Statisch – 21:28
3. Kompromisslose Invention – 15:44
4. Maxxi – 7:43

Durata totale: 79:13

#### Disco 39 (New Style)
1. Ein ruhiger Nachmittag – 31:20
2. The Unspoken Thing – 36:43
3. Suite Nr. 3, D-Dur, 2. Satz "Air" (Bach) – 8:01

Durata totale: 76:04

#### Disco 40 (Interessant)
1. National Radio Waves – 53:00
2. The Midas Touch – 20:06
3. German Interview with KS in 1984 – 3:59

Durata totale: 77:05

### Box 5[6]

#### Disco 41 (Walk the Edge)
1. Walk the Edge – 46:25
2. Ludwigs Traum – 29:32

Durata totale: 75:57

#### Disco 42 (Höchamtliche Sounds)
1. The Martial Law – 31:16
2. Blaue Stunde – 37:48
3. A Quick One – 3:49
4. Count Me In – 4:01

Durata totale: 76:54

#### Disco 43 (Planetarium London)
1. Der Ursprung der Welt – 26:24
2. Midnight at Madame Tussaud's – 16:17
3. Totally Wired – 34:00

Durata totale: 76:41

#### Disco 44 (Stahlsinfonie)
1. Linzer Stahlsinfonie – 59:58
2. Bona Fide – 14:29

Durata totale: 74:27

#### Disco 45 (Nuff said!)
1. Nuff" said! – 79:06

Durata totale: 79:06

#### Disco 46 (Bologna)
1. L'opera aperta – 49:43
2. La tolleranza – 15:23
3. Time Goes By – 12:26

Durata totale: 77:32

#### Disco 47 (Discoveries)
1. Discover Trakl – 27:55
2. Crazy Nietzsche – 43:12

Durata totale: 71:07

#### Disco 48 (From the Attic)
1. Just an Old-Fashioned Schulze Track – 73:20
2. Zooblast – 3:11

Durata totale: 76:31

#### Disco 49 (The Cello)
1. Cum cello spiritu – 26:40
2. Cellingua – 27:40
3. Cello cum laude – 24:18

Durata totale: 78:38

#### Disco 50 (Lone Tracks)
1. Berlin Zehlendorf – 21:24
2. Unikat – 11:25
3. The Face of Mae West – 8:14
4. Himmel und Erde (Remix) – 7:04
5. Vas Insigne Electionis – 9:44
6. Große Gaukler Gottes – 5:20
7. Dreieinhalb Stunden – 4:25
8. The Schulzendorf Groove (First Version) – 11:32

Durata totale: 79:08